# Mouldingia occidentalis
Mouldingia occidentalis är en snäckart som beskrevs av Alan Solem 1984. Mouldingia occidentalis ingår i släktet Mouldingia och familjen Camaenidae. IUCN kategoriserar arten globalt som sårbar. Inga underarter finns listade i Catalogue of Life.